# Rósio Régulo
Rósio Régulo (em latim: Rosius Regulus) foi um general e político romano nomeado cônsul sufecto para o dia 31 de outubro de 69 com Fábio Valente, ambos aliados do imperador Vitélio. Valente foi executado depois da derrota viteliana na Segunda Batalha de Bedríaco e nenhum sufecto foi nomeado no lugar dele. Porém, Vitélio queria substituir Aulo Cecina Alieno, que ele considerava como sendo o culpado por suas derrotas. Por isso, ele nomeou um novo cônsul, mesmo faltando apenas um dia para acabar o mandato de Cecina. Sua escolha recaiu sobre Régulo, um confidente próximo que os contemporâneos consideravam um sicofanta e que acabou ocupando o cargo de cônsul por um único dia, 31 de outubro de 69. Este mandato excepcionalmente curto tornou Régulo alvo de zombarias em Roma.
Antes dele, Caio Canínio Rébilo já havia sido cônsul por um dia em 31 de dezembro de 45 a.C., ainda na época do ditador Júlio César.